# 藍色航空 (巴基斯坦)
藍色航空有限公司（英文：Airblue Limited，常稱airblue）是一間私營航空公司。總部位於巴基斯坦伊斯蘭堡伊斯蘭堡證券交易所大樓12樓。藍色航空為巴基斯坦第二大的航空公司，佔國內市場超過20%。巴基斯坦藍色航空每日執行30班定期航班連接4個國內目的地和國際服務前往杜拜、阿布扎比、沙迦、 馬喀斯特和曼徹斯特。在2006至07年度，共運載了140萬乘客，穿梭國內目的地。樞紐機場是位於卡拉奇真納國際機場。

## 歷史

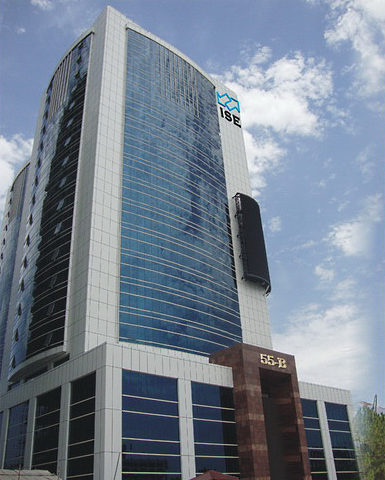
航空公司總部所在的大樓

巴基斯坦蓝色航空是在2003年成立，在2004年6月18日開始營運，初時租賃了三架空中巴士A320。開設了兩條航線：卡拉奇至拉合爾和卡拉奇至伊斯蘭堡，兩條航線都提供每日三班的定期航班。航空公司是由當時的巴基斯坦總理宣布成立。
在航空公司營運第一年已經很出名。令可以與國家航空公司巴基斯坦國際航空和其他兩間私營航空公司造成競爭。這樣會令航空公司可以增加目的地，包括白沙瓦、奎達和訥瓦布沙阿。在2005年8月14日（巴基斯坦的獨立日58周年），航空公司開設航線由卡拉奇至杜拜。在2007年6月4日，航空公司又開設了不定期航班前往曼徹斯特，航班使用空中巴士A321型飛機。
航空公司的總部在伊斯蘭堡證券交易所大樓前，總部是位於伊斯蘭堡沙特柏大廈地下，另外，藍色航空也聲稱要令市民可以容易去旅遊。

## 目的地
藍色航空有以下目的地（2011年7月）。所有英國航班都要在土耳其特拉布宗作一個補給站，過去曾經以安卡拉作為補給站。
- 阿曼
  - 馬斯喀特：馬斯喀特國際機場
- 巴基斯坦
  - 伊斯蘭堡：伊斯蘭堡貝娜齊爾·布托國際機場 [重點城市]
  - 卡拉奇：真納國際機場 [樞紐]
  - 拉合爾：拉合爾阿拉馬·伊克巴勒國際機場 [重點城市]
  - 白沙瓦：白沙瓦國際機場
- 阿拉伯聯合酋長國
  - 阿布扎比：阿布扎比國際機場
  - 杜拜：杜拜國際機場
  - 沙迦：沙迦國際機場
- 英國
  - 曼徹斯特：曼徹斯特機場

航空公司曾經有以下目的地：巴基斯坦的費薩拉巴德、瓜達爾、訥瓦布沙阿和奎達

## 服務

### 機艙
巴基斯坦藍色航空使用空中巴士A321、空中巴士A320、空中巴士A319來執行航班。所有飛機都只有經濟艙。每幾行都有幾部顯示屏在客艙頂部。該航空公司原本配備商務艙，但後來因為商業因素取消，改為全經濟艙。飛機內也有電視和真皮坐椅，而飛機駕駛艙的裝置已經數碼化。

### 電子機票

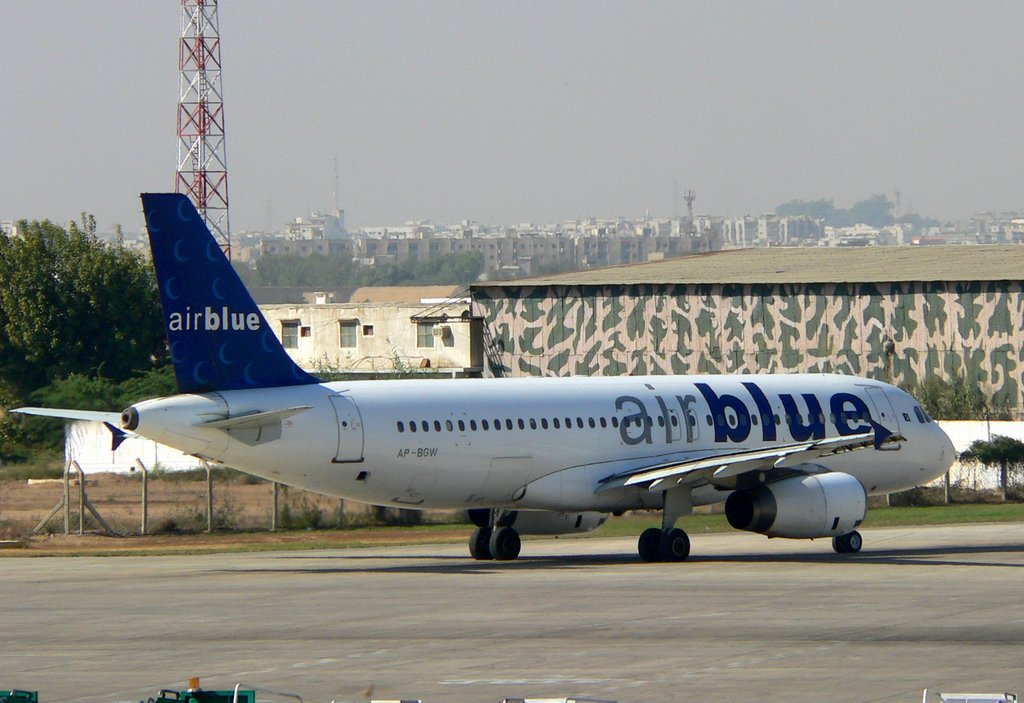
空中巴士A320位於卡拉奇

藍色航空是第一間巴基斯坦航空公司開設電子機票、無線辦理登機手續和自助辦理登機手續站台設施。航空公司也使用Sabre系統來處理機票自動化服務。

### OnAir 交易
2009年頭，OnAir宣布與藍色航空達成一項協議，為加設流動OnAir語音和數據服務於12架空中巴士A320。

### 飛行常客獎勵計劃
航空公司的飛行常客獎勵計劃是稱Blue Miles。乘客可以最初可以免費入會，當乘客有一定長度的里數，便可以升級至藍卡至白金卡。在2009年5月，航空公司與蘇格蘭皇家銀行聯合在當年夏天新設一張信用卡。

### 貴賓室
在2008年11月，藍色航空開設了貴賓休息室於卡拉奇真納國際機場。名為藍色國際貴賓室，專為給商務艙的乘客，信用卡持有者和特權客戶。貴賓室內有網絡設施、有線電視、報紙、雜誌、按摩椅和T小吃部。貴賓室是位於機場國際客運大樓。

## 事故與意外
蓝色航空202号班机在2010年7月28日於伊斯蘭堡附近墜毀，146名乘客6名機員死亡。

## 延伸閱讀
- 藍色航空（页面存档备份，存于）
- 藍色航空開設航班往英國
- 藍色航空介紹自助辦理登機手續
- 藍色航空慶祝第一百萬位乘客
- 藍色航空機隊的擴展
- ILFC新聞發布
- 藍色航空/空中巴士交易新聞稿
- 藍色航空降落在沙迦
- 閃電擊中藍色航空飛機

## 外部連結
- 官方網站（页面存档备份，存于）

Template:巴基斯坦航空公司